# الكسندر ألان ستيفنسون
الكسندر ألان ستيفنسون هو عسكري كندي، ولد في 15 يناير 1829، وتوفي في 9 أبريل 1910.